# Szent Imre tér megállóhely
A Szent Imre tér (korábban: Tanácsház tér) egy budapesti HÉV-megállóhely, melyet a MÁV-HÉV Helyiérdekű Vasút Zrt. (MÁV-HÉV) üzemeltet.

## Forgalom
| Járat | Útvonal                                                                                               | Gyakoriság      |
| ----- | --- | --------------- |
|       | Boráros tér ↔ Müpa – Nemzeti Színház ↔ Szabadkikötő ↔ Szent Imre tér ↔ Karácsony Sándor utca ↔ Csepel | 6-15 percenként |

## Megközelítés budapesti tömegközlekedéssel
- Busz:  35, 36, 38, 38A, 71, 138, 148, 151, 152, 159, 179, 238, 278
- Elővárosi busz:  672, 673, 674, 675, 676, 688, 690
- Éjszakai busz:  938, 948, 979, 979A